# Rock Goddess
Rock Goddess est un groupe féminin de heavy metal britannique, originaire de Wandsworth, Londres, en Angleterre. Il est formé en 1977 classé dans la New wave of British heavy metal. Comme Girlschool, il s'agit d'un des rares groupes de metal entièrement féminin.

## Biographie
Le groupe est formé en 1977 à Wandsworth, au sud de Londres, par les sœurs Jody Turner (guitare et chant) et Julie Turner (batterie) quand elles avaient respectivement treize et neuf ans. Elles recrutent une amie d'école, Tracey Lamb, à la basse et Donnica Colman aux claviers pour compléter le premier line-up. Les filles ont répété de manière intensive et, grâce à un ami, réussissent à placer un titre sur une compilation underground de Londres. Pendant ce temps John Turner, le père de Jody et Julie, qui tenait un magasin de musique, utilise ses connaissances pour leur trouver leurs premiers concerts. Enfin, après la production d'une démo quatre titres et une apparition au festival de Reading en 1982, le groupe obtient un contrat d'enregistrement avec A&M.
Elles publient leur premier album éponyme avec le producteur Vic Maile en 1983 en tant que power trio, sans Colman qui avait déjà quitté le groupe. À cette époque, il y avait des problèmes juridiques parce que Julie Turner était encore mineure et elle allait à l'école. Cela limitait le nombre de spectacles qu'elle pouvait faire. Temporairement, Kat Burbella rejoint le groupe comme seconde guitariste. Tracey Lamb, mécontente de la domination des sœurs Turner, quitte Rock Goddess pour former avec Burbella le groupe She, mais finit par rejoindre Girlschool en 1987. Elle est remplacée par Dee O'Malley qui joue de la basse et des claviers sur le deuxième album du groupe, Hell Hath No Fury, produit par Chris Tsangarides et sorti en 1984. Le groupe part en tournée avec Y & T et Iron Maiden au Royaume-Uni, et avec Saxon en France. O'Malley annonce sa grossesse juste avant la première tournée de Rock Goddess aux États-Unis et quitte le groupe en 1986. Elle est remplacée par Julia Longman à la basse et Becky Axten aux claviers.
Leur contrat avec A&M venant de se terminer, l'album Young and Free qu'elles avaient enregistré en 1985 sort en 1987, mais uniquement en France. Des problèmes financiers et contractuels forcent ensuite le groupe à se dissoudre.
En 2014 Jody Turner, Julie Turner et Tracey Lamb reforment le groupe et répètent en vue d'enregistrer un nouvel album (Unfinished Business). Malheureusement, l'album prévu n'a pas été réalisé. Au lieu de cela, quatre ans s'étaient écoulés et ils ont sorti un EP intitulé Its More Than Rock and Roll. Il a été publié en mai 2017.
Les camarades de groupe de Tracey Lamb ont annoncé leur départ de Rock Goddess le 10 juillet 2018. Ils ont engagé Jenny Lane comme successeur trois mois plus tard. L'année suivante, Lamb contacte ses coéquipières Girlschool pour remplacer Enid Williams à la guitare basse. Pendant ce temps, la nouvelle gamme Rock Goddess a sorti son quatrième album après un délai inattendu et leur premier à sortir de nouveaux morceaux après plus de 30 ans, intitulé This Time le 22 mars 2019.

## Discographie

### Albums studio
- 1983 : Rock Goddess (UK #65[3])
- 1983 : Hell Hath No Fury (UK #84)
- 1987 : Young and Free
- 2019 : This Time

### Singles
- 1982 : Heavy Metal Rock 'n' Roll
- 1983 : My Angel (UK #64[3])
- 1984 : I Didn't Know I Loved You (Till I Saw You Rock 'n' Roll) (UK #57)
- 1986 : Love Has Passed Me By